# Boulevard of Broken Dreams
Boulevard of Broken Dreams (рус. Бульвар разбитых надежд) — второй сингл американской рок-группы Green Day из альбома American Idiot. Песня была написана Green Day на слова вокалиста Билли Джо Армстронга. Сама песня является одной из «визитных карточек» группы.
Лирическим героем песни является главный персонаж альбома American Idiot — Иисус из пригорода (Jesus of Suburbia). Лирика песни угрюмая, мрачная, темп умеренный, средний. Песня контрастирует с предыдущим треком на альбоме, «Holiday», где Иисус развлекается в городе. В специальном выпуске MTV Making the Video «Holiday» описывается как вечеринка, а «Boulevard of Broken Dreams» как последующее похмелье.

## Композиция
Boulevard of Broken Dreams играется в том же темпе и тональности (f-moll), как и «Holiday». Композицию начинает тремоло на электрогитаре по ступеням I-III-VII-IV (Fm-A♭-E♭-B♭). Начинается вокал Билли Джо в сопровождении акустической гитары, а бас и барабаны вступают после первых двух строк. В pre chorus запоминающаяся мелодия гитары подводит к дисторшну в припеве, который строится на пауэр-аккордах VI-III-VII ступеней (D♭5-A♭5-E♭5-F 5), и заканчивается пауэр-аккордом C5. Соло после второго припева строится на той же прогрессии, в то время как в Outro звучат пауэр-аккорды на I-VI-VII-IV ступенях (FM-D ♭-E ♭-B ♭ 5) с дисторшном.

## Видеоклип
Видеоклип «Boulevard of Broken Dreams» выиграл шесть наград на церемонии вручения MTV Video Music в 2005 году, в том числе Video of the Year, а также Best Group Video, Best Rock Video, Best Direction, Best Editing, и Best Cinematography.
Режиссёр клипа Сэмюэль Бейер показывает участников группы после поломки их автомобиля посреди пустыни. Они начинают своё тоскливое путешествие пешком по пыльной дороге. Сцены перемежаются с отснятым в Лос-Анджелесе материалом — съёмками бездомных и видами трущоб, а также с кадрами исполнения песни на заброшенном складе.
Клипы для «Holiday» и «Boulevard of Broken Dreams» соединены одной сюжетной линией: «Boulevard» начинается с того момента, на котором закончился «Holiday», слышны несколько последних аккордов.
Как показано в специальном выпуске MTV Making the Video, Сэмюэль Бейер использовал нетрадиционные методы работы с видео, в том числе рирпроекцию (а не современный хромакей) и физические повреждения негатива: царапал плёнку бритвенными лезвиями, обливал кофе, и разъедал сигаретным дымом.
В видео снят зелёный кабриолет Mercury Monterey 1968 года, который был модифицирован для съёмок в «Holiday» и «Boulevard of Broken Dreams». На капоте автомобиля установлено украшение в форме руки с сердцем-гранатой, как на американской обложке альбома American Idiot. На этом же автомобиле группа приехала в 2005 году на церемонию MTV Video Music Awards.

## Чарты
| Чарт (2004/2005)                        | Высшая позиция |
| --------------------------------------- | -------------- |
| Australian ARIA Singles Chart           | 5              |
| Austrian Singles Chart                  | 7              |
| Eurochart Hot 100 Singles               | 13             |
| German Singles Chart                    | 13             |
| Irish Singles Chart                     | 2              |
| New Zealand Singles Chart               | 5              |
| Norwegian Singles Chart                 | 4              |
| Swedish Singles Chart                   | 2              |
| Swiss Singles Chart                     | 12             |
| UK Singles Chart                        | 5              |
| US Billboard Hot 100                    | 2              |
| US Billboard Hot Adult Top 40 Tracks    | 1              |
| US Billboard Hot Mainstream Rock Tracks | 1              |
| US Billboard Hot Modern Rock Tracks     | 1              |
| US Billboard Pop 100                    | 1              |